# 市政凉廊
市政凉廊（Loggia del Comune）是意大利圣吉米尼亚诺的一座历史建筑，位于主教座堂广场，毗邻市政宫。
市政凉廊有三个圆拱门，用于市政当局在广场上举行公开仪式。始建于1338年。

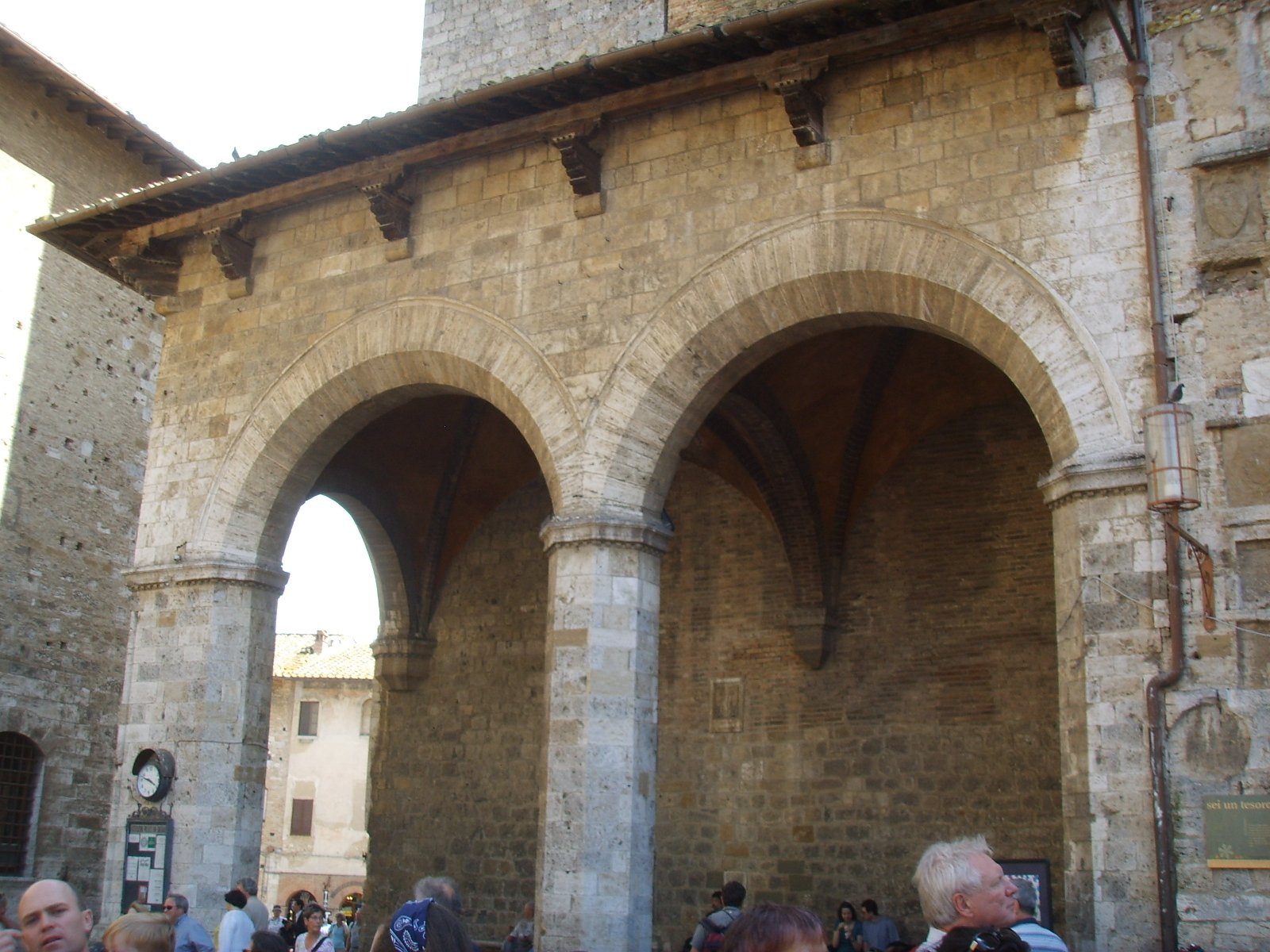
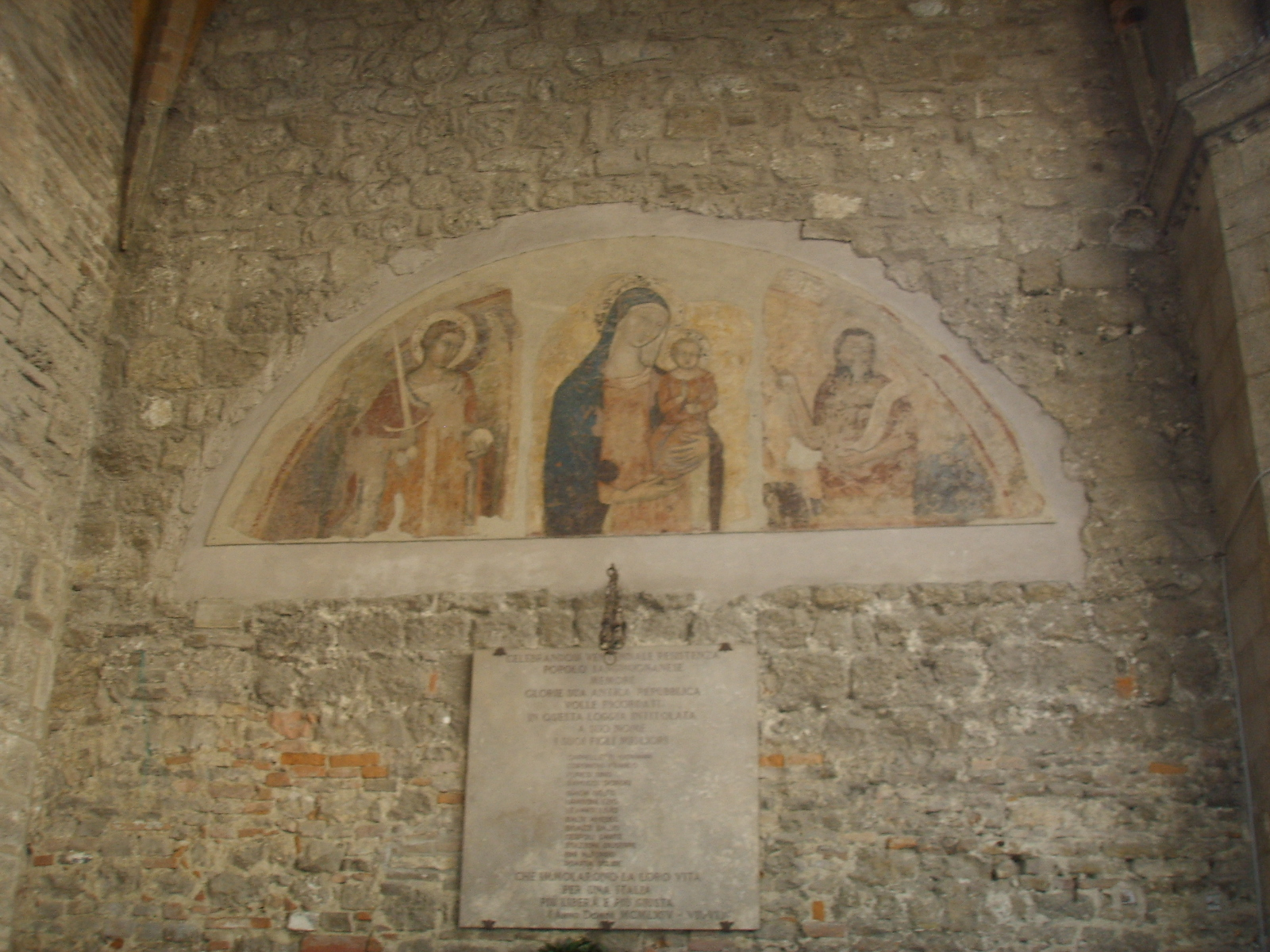
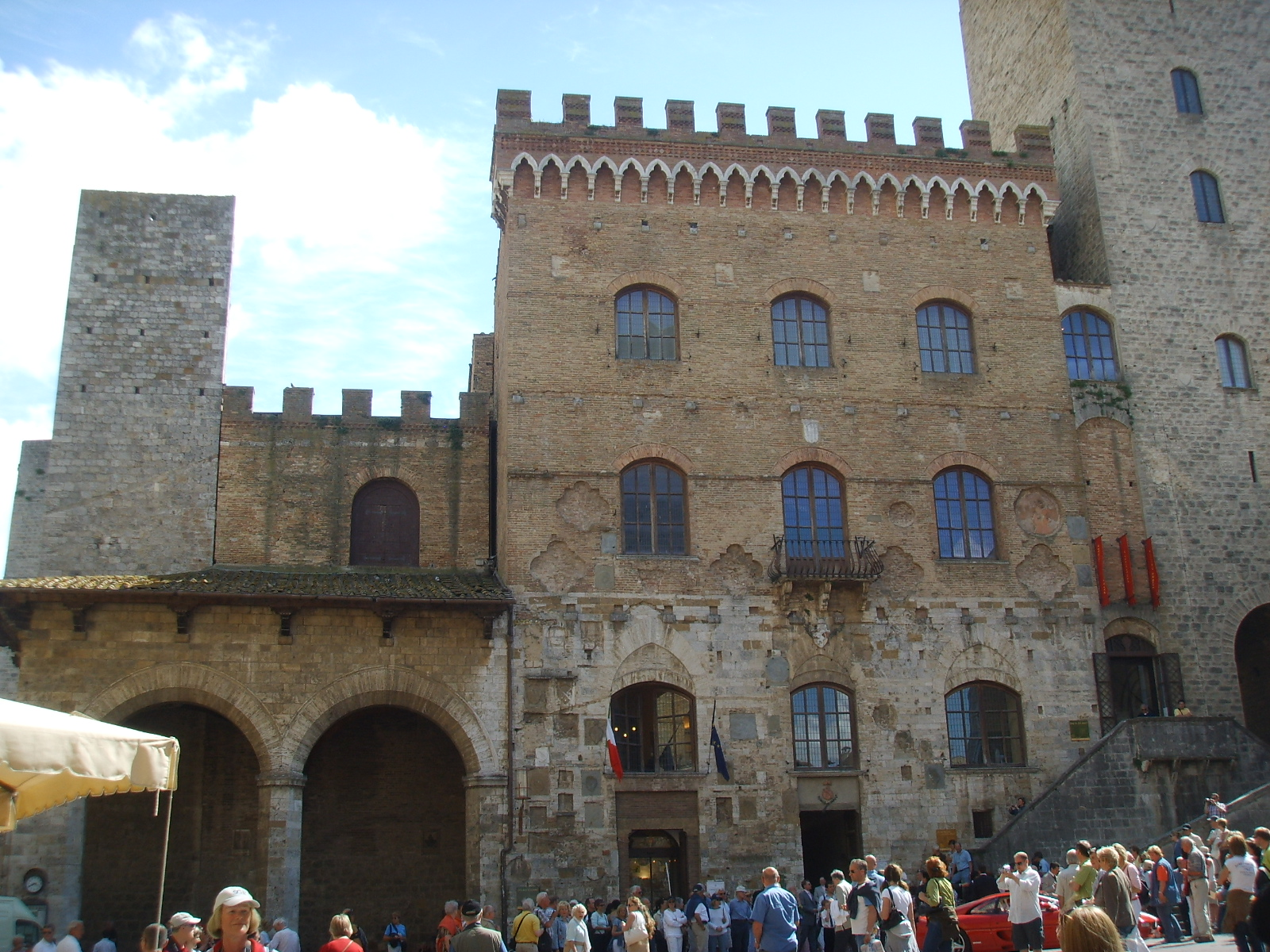